# Hainstetten (Gemeinde Viehdorf)
Hainstetten (früher auch Heinstetten) ist eine Ortschaft und eine Katastralgemeinde in der Gemeinde Viehdorf im Bezirk Amstetten, Niederösterreich.

## Geografie
Die Ortschaft befindet sich nordwestlich von Viehdorf auf der Neustadtler Platte und besteht aus den Ortsteilen Reikersdorf, Reinswidl und Schiltdorf. Am 1. Jänner 2024 zählte die Ortschaft 410 Einwohner.

## Geschichte
Laut Adressbuch von Österreich waren im Jahr 1938 in Hainstetten ein Binder, zwei Gastwirte, zwei Schmiede, ein Schuster und ein Wagner ansässig. Zudem betrieb das Institut der arm. Schulschwestern eine Landwirtschaft.

## Sehenswürdigkeiten
Schloss Hainstetten, ein Renaissanceschloss, dessen Besitzer oft wechselten. Derzeit ist es im Besitz der Schulschwestern in Amstetten.

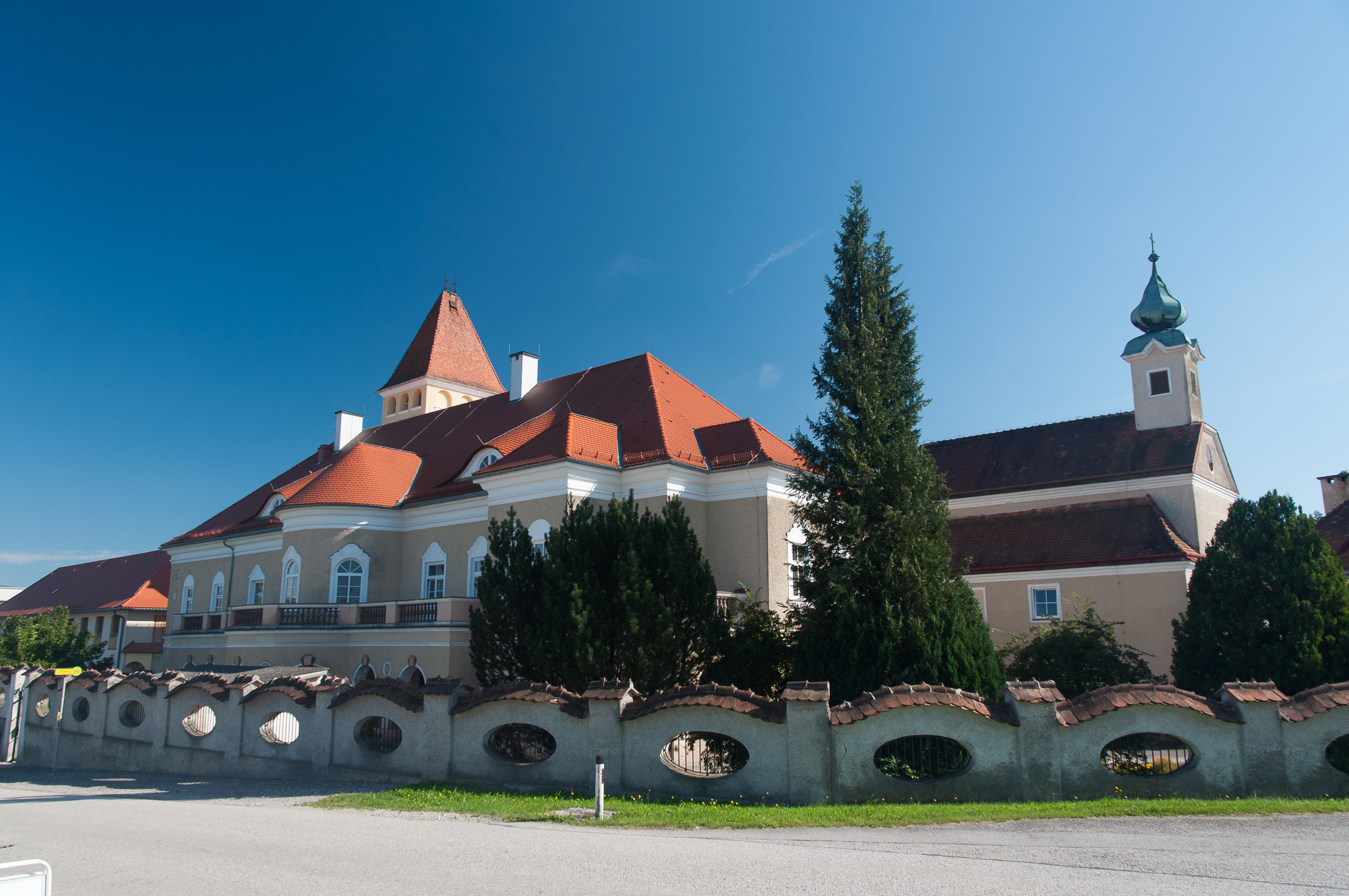
Schloss Hainstetten

## Persönlichkeiten
- Alois Stöger (1904–1999), Weihbischof von St. Pölten, verbrachte hier seinen Lebensabend